# Sayada, Algérie
Sayada là một đô thị thuộc tỉnh Mostaganem, Algérie. Dân số thời điểm năm 2002 là 21.9 người.